# 樹脂型枠
樹脂型枠（じゅしかたわく）は、プラスチック型枠とも呼ばれる。
一般的には、コンクリート躯体形成の型枠工事に使用する樹脂製の型枠（プラスチック製型枠）のこと。日本プラスチック型枠工業会が国土交通省新技術活用システム「NETIS」への登録している。平成23年4月26日公共工事等における新技術活用システム事後評価結果通知書に「全般的に申請情報の『活用評価』と同等の評価となった。特に『環境』について高い評価が得られた。また現場で高い安定性があると評価が得られた。」としている。登録番号はKK-000020 Ｖ。
コンクリート自体がアルカリ性であるので、透明性や廃棄物リサイクル樹脂を使うなど特殊用途を限定としているもの以外は耐性のある汎用樹脂ポリプロピレン製の樹脂製型枠（プラスチック製型枠）が多い。

## 分類方法
分類方法は形状と製法の二つの方法がある。

### 形状
〔パネルタイプ（かまちタイプ）〕
鋼製型枠の形状をそのまま樹脂（プラスチック）製にしたタイプ。
Uクリップで施工する。600ｍｍ幅が主流。
形状による強度や施工性など検討されているので軽量の物が多い。
〔平板タイプ〕
合板と同じように樹脂製で平板形状になっている。桟木や枠を取り付けて使う。
廃プラスチックを心材にし、上下にPP板を貼り付けたタイプ
透明樹脂板タイプ、樹脂まな板のようなタイプがある。
樹脂の芯部分発泡などの工夫がされていない物は、合板より重い物がある。

### 製法
〔インジェクション成形〕
樹脂（プラスチック）の成形方法の一つで、定型の金型で作る。
断面はリブ形状のものが多い。
〔押し出し成形〕
樹脂（プラスチック）の成形方法の一つで、長いものが作れる。
断面がダンボールのように中空になっているものが多い。　

## 樹脂型枠の変遷
コンクリート躯体形成時に建て込まれる型枠材の原料は、合板型枠にみられる熱帯雨林材（南洋材）や針葉樹材（北洋材）が主に使用されてきたが、2000年の廃棄物処理法改正により、合板の適正処理を求められるようになった事から代替型枠が検討されるようになってきた。既に土木工事などでは鋼製型枠、軽量化を考えアルミ製型枠などが使用されていたが、鋼製型枠の重さや酸化（錆びる）、アルミ製型枠のメンテナンス（コンクリート付着）の手間、コスト面などから大きく合板を代替するに至らなかった。
樹脂（プラスチック）を原料としたコンクリート躯体形成用型枠は1990年代後半から作られ始めたが、樹脂自体の欠点である温度による伸縮性、物性強度、建設現場での型枠精度、職人気質、新材料への慎重性、などのハードルをクリアできず普及しなかった為、各樹脂型枠メーカー各社は徐々に製造販売を取り止めていった。しかしながら一方で、数社のメーカーは継続的に様々な工夫改良を進めていた事から、昨今の国や地方自治体の公共工事発注が総合評価落札方式に変わり始めた事が一つの要因となり樹脂型枠の特性、軽い、錆びない、透光性と共にリサイクル性の要素を含めた環境配慮型 型枠として注目され始め、現在は転用性が高い事からコスト面も含めて施工性の面からも多くの現場で、改良された樹脂製型枠（プラスチック製型枠）は施工されている。

## 樹脂型枠の現況

### 日本建築学会
日本建築学会では2008年9月に【鉄筋コンクリート造建築物の環境配慮施工指針（案）・同解説】を発表し、「9章 型枠および型枠工事」の項目で環境配慮型 型枠として再資源化の仕組みが整備された樹脂製型枠（プラスチック製型枠）について述べている。
「環境配慮型 型枠」には省資源型（型枠の転用回数）、省エネルギー型（工期・作業時間短縮）、環境負荷物質低減型（再生利用・廃棄物質低減）、長寿命型（コンクリート表面の緻密化）の4つの特徴があるが、合板型枠は長寿命型が「どちらともいえない」で他は「期待できない」となっているに比べて、再資源化の仕組みが整備された樹脂製型枠（プラスチック製型枠）は、省資源型・環境負荷物質低減型では「多いに期待できる」、省エネルギー型では「期待できる」としている。

### 自治体
国等によるグリーン購入法や各地方自治体が作成している建設リサイクル法に基くガイドラインから、夫々の自治体が公共工事での環境物品調達方針を作成し推進している。

#### 東京都
「平成21年度東京都環境物品等調達方針（公共工事）」では、東京都が平成21年度に発注す施行する公共工事のうち、起工額500万円以上の建設工事等に適用するものとし、（1）特別品目・熱帯雨林材及び針葉樹材の使用を抑制するもの、特別品目の使用が可能な場合は、特別品目を選択する。—としている。特に④土木工事・躯体本体、⑤建築工事・建築物・外溝、⑥設備工事・基礎等にはコンクリート型枠には「環境配慮型型枠」を使用する。と明記されており、分類も原則使用となっている。
東京都建設局や港湾局の新工法・技術登録システムにも樹脂製型枠（プラスチック製型枠）は登録されている。

#### 大阪市
都市整備局では「建築工事における熱帯材型枠の使用削減のための実施要領」を出している。平成20年7月1日から適用。都市整備局が発注する鉄筋コンクリート造および鉄骨鉄筋コンクリート造の新築工事および増築工事を対象として、設計段階で代替工法及び代替型枠の性能や採用の可否について検討を行い、熱帯材の使用削減に努めるとしている。施工段階では、請負者に熱帯材型枠使用量削減実施計画書を型枠施工計画書とともに提出させ、監督職員は、請負者に熱帯材型枠使用量削減実施報告書を毎年度末および工事完了時に提出させている。工事成績の反映は、工事成績採点表の考査項目「創意工夫」において加算方式により評価する。

### 普及
樹脂製型枠（プラスチック製型枠）の普及団体としては、「日本プラスチック型枠工業会」がある。
毎年大阪で開催されている建設技術展 近畿に継続的に出展し、「樹脂製型枠（プラスチック製型枠）を合板代替型枠として活用することは、建設現場での環境配慮への取り組みとして、産業廃棄物低減及び温室効果ガス削減に努める事で有り、型枠工事施工時の環境配慮として、省資源、省エネルギー、環境負荷物質の低減に有効で、「発生抑制（Reduce）・再利用（Reuse）・再資源化（Recycle）の3R」により、熱帯雨林材の使用抑制に効果がある」と主張している。
樹脂製型枠（プラスチック製型枠）の普及から、一部の建築現場から問題点として、塗装合板に比べてコンクリート躯体にピンホールが生じやすいのではとの指摘があるが、汎用樹脂ポリプロピレン製の樹脂製型枠（プラスチック製型枠）では何らか化学的な問題は考えにくい。表面のメンテナンスや剥離剤に問題が無い場合は、JASS5を遵守した適切なコンクリート打設を実施する事での問題解決事例が多い。